# Kattigenahalli, Tumkur
Kattigenahalli là một làng thuộc tehsil Tumkur, huyện Tumkur, bang Karnataka, Ấn Độ.